# تونی گالنتو
دومنیکو آنتونیو گالنتو (انگلیسی: Domenico Antonio Galento) (زاده ۱۲ مارس ۱۹۱۰ – درگذشته ۲۲ ژوئیه ۱۹۷۹) بوکسور سنگین‌وزن آمریکایی بود. لقب «دو تن» را به دلیل جوابش در دیر رسیدنش به یکی از مسابقاتش، به او داده‌اند. او در جواب به مدیرش که پرسیده بود چرا دیر کردی؟ گفته بود: «سر راه ۲ تن یخ جابه‌جا کردم». گالنتو یکی از پر رنگ‌ترین مبارزان تاریخ این ورزش بود. او یک بار با یک اختاپوس بوکس کرد و یک بار با یک کانگورو به عنوان تبلیغات یکی از مسابقات خود بوکس کرد. او همچنین به عنوان یک جاذبه محلی با یک خرس ۲۵۰ کیلویی بوکس کرد.

## کارنامه بوکس حرفه ای
| ردیف | نتیجه | رکورد   | حریف         | ثبت | راند، زمان | تاریخ           | محل                                             | توضیح |
| ---- | ----- | ------- | ------------ | --- | ---------- | --------------- | ----------------------------------------------- | --- |
| ۱۰۸  | باخت  | ۷۸-۲۴-۶ | جو لوئیس     | TKO | 4 (2:29)   | June 28, 1939   | ورزشگاه یانکی، نیویورک، U.S.                    | Heavyweight title match scheduled for 15. Galento knocked known in Round 2 for first time in career. Knocked champ down for a two count in Round 3. Referee Arthur Donovan. |
| ۱۰۹  | برد   | ۷۹-۲۴-۶ | Lou Nova     | TKO | 14 (2:44)  | ۱۵ سپتامبر ۱۹۳۹ | Philadelphia Municipal Stadium, فیلادلفیا، U.S. | Scheduled for 15 rounds. Referee George Blake. |
| ۱۱۰  | باخت  | ۷۹-۲۵-۶ | مکس بر       | RTD | 8 (0:01)   | ۲ ژوئیه ۱۹۴۰    | Roosevelt Stadium, جرزی سیتی، نیوجرسی، U.S.     | So-called "Battle of the Bums". Galento unable to continue into 8th round due to broken hand. Referee Joe Mangold.                                                          |
| ۱۱۱  | باخت  | ۷۹-۲۶-۶ | بادی بر      | TKO | ۷ (?)      | ۸ آوریل ۱۹۴۱    | Uline Arena, واشینگتن، دی.سی., U.S.             | |
| ۱۱۲  | برد   | ۸۰-۲۶-۶ | Herbie Katz  | KO  | 1 (0:25)   | ۱ ژوئن ۱۹۴۳     | فرودگاه صحرایی فیلیپس، تمپا، فلوریدا، U.S.      | Under jurisdiction of 116th Field Artillery |
| ۱۱۳  | برد   | ۸۱-۲۶-۶ | Fred Blassie | KO  | ۲          | ۲۱ ژوئن ۱۹۴۳    | Caswell Park, ناکسویل، تنسی، تنسی، U.S.         | Blassie's one and only boxing match before switching to wrestling. |
| ۱۱۴  | برد   | ۸۲-۲۶-۶ | Jack Suzek   | KO  | ۳ (?)      | ۴ دسامبر ۱۹۴۴   | The Forum, ویچیتا، کانزاس، کانزاس، U.S.         | [ ۱۲ ] |